# 杨庄户乡
杨庄户乡，是中华人民共和国河南省驻马店市新蔡县下辖的一个乡镇级行政单位。

## 行政区划
杨庄户乡下辖以下地区：
杨庄户村、吴老庄村、杨集村、邵庄村、彭营村、张桥村、南陈庄村、张王庄村、马营村、罗庄村、禹庄村、小杨庄村、罗土楼村、钟庄村和毛桥村。